# Hobbyelektronik

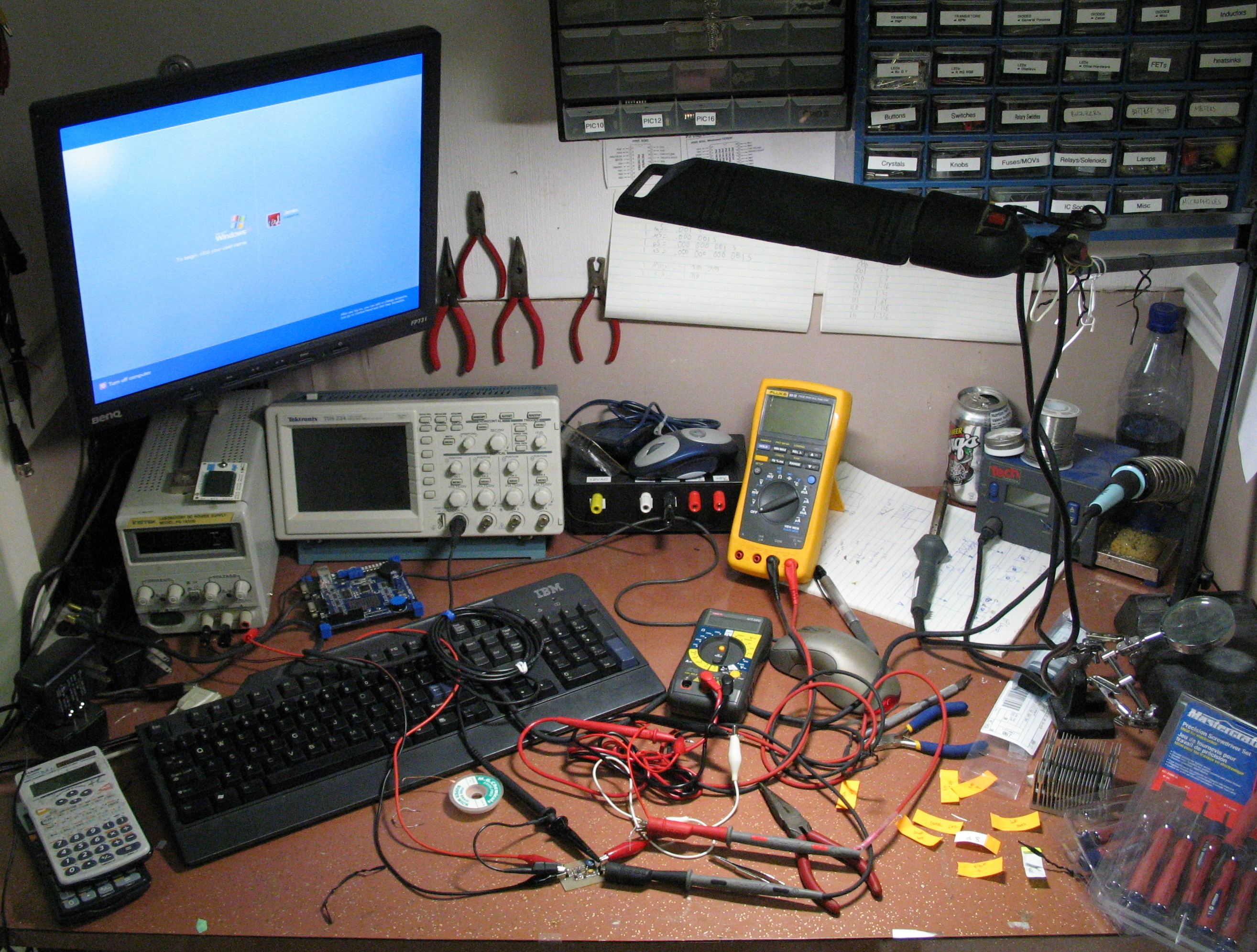
Heimarbeitsplatz eines Hobbyelektronikers mit Oszilloskop, PC, zwei Digitalmultimetern, Lötstation, Taschenrechner, Kleinwerkzeugen, einem stabilisierten Netzgerät sowie an der Wand Aufbewahrungskästen für elektronische Bauelemente wie Widerstände, Kondensatoren und Transistoren.

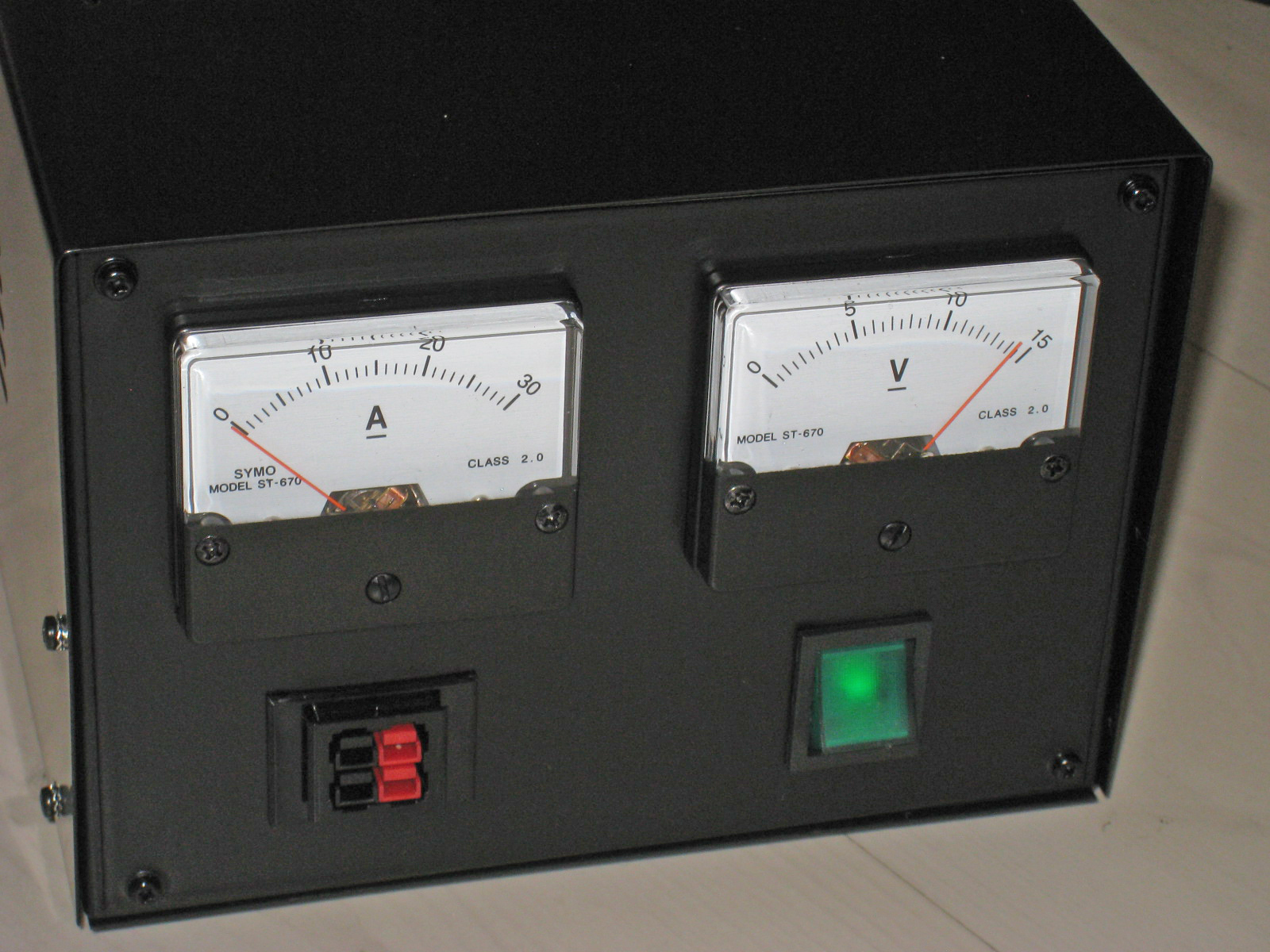
Gleichspannungs-Netzgerät, das etwa zur Spannungsversorgung von experimentellen Aufbauten dient

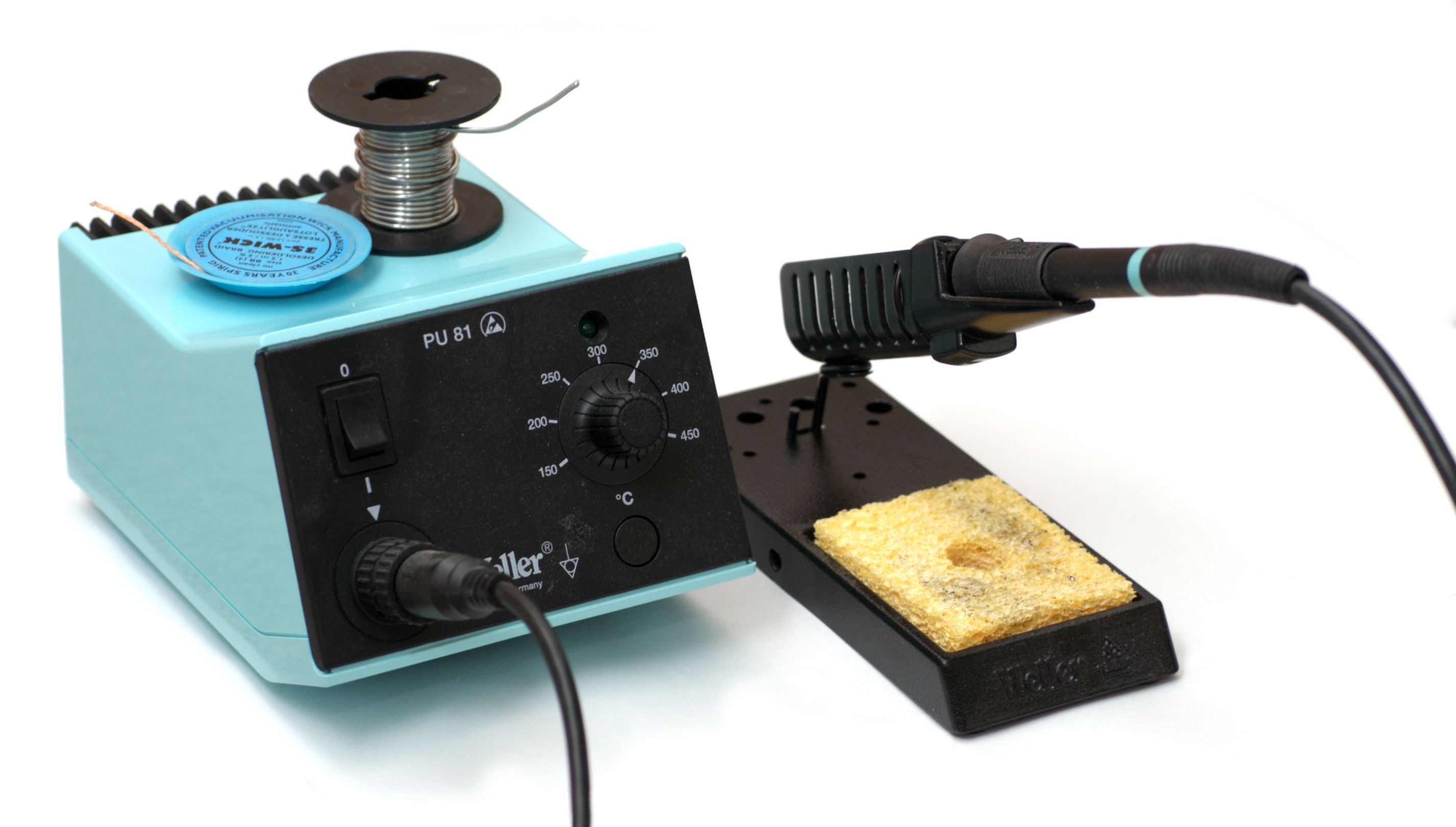
Lötstation, eines der wichtigsten Werkzeuge beim Elektronikbasteln

Hobbyelektronik bezeichnet das Elektronikbasteln in der Freizeit und allgemein die Hobby-Beschäftigung mit Elektronik, dabei insbesondere mit elektronischen Schaltungen, Baugruppen und Geräten.
Hobbyelektroniker bauen elektronische Geräte oder Geräteteile oder reparieren oder modifizieren vorhandene, industriell gefertigte Geräte. Die hierfür notwendigen Schaltungen und Schaltpläne finden sich zum Beispiel in Elektronik-Magazinen, in Hobby- und Fachbüchern, dem Internet sowie in Datenblättern der Hersteller elektronischer Bauelemente. Erfahrene Elektronikbastler entwerfen oder modifizieren solche Pläne und Vorlagen selbst, die Bandbreite reicht dabei von zum Beispiel einer einfachen Glühlampen- oder LED-Steuerung bis hin zum eigenen Entwurf von Computern oder HiFi-Audioverstärkern. Elektronikbastler haben häufig tiefgehende Kenntnisse der Analog- und/oder Digitaltechnik, oft auch von Computertechnik und deren Programmierung auf Systemebene.

## Arbeitsfelder
Hobbyelektroniker beschäftigen sich zum Beispiel mit:
- dem Nachbau von Schaltungen mit Elektronik-Experimentierkästen (kein Löten),
- der Herstellung eines alltagstauglichen Gerätes aus Bausätzen oder nach Schaltplan und oft einschließlich der eigenen Herstellung der Leiterplatte,
- der Entwicklung eigener Schaltungen und Baugruppen,
- der Programmierung von Mikrocontrollern,
- der Reparatur und Fehleranalyse von Geräten,
- der Entwicklung von Software in Zusammenhang mit selbst gebauter Computer-Hardware,
- der Entwicklung eigener Computerperipherie, verbunden mit der Entwicklung zugehöriger Software,
- der Entwicklung mechatronischer Systeme, die mit Sensoren und Aktoren eine bewegliche Apparatur steuern.

Anfänger können auf vorgefertigte Bausätze und Experimentierkästen zurückgreifen, die zusammengefügt werden müssen. Erfahrene Personen nutzen Werkzeuge, CAD-Software (hier Electronic Design Automation), Berechnungstools und Materialien, um Schaltungen zu entwerfen, zu dimensionieren und daraus Leiterplatten zu entwerfen und manchmal auch selbst zu fertigen.
Das Interesse eines Elektronikbastlers beschränkt sich häufig auf ein bestimmtes Technikgebiet. Manche bauen HiFi-Geräte, andere fertigen Erweiterungen für Computer. In der Computertechnik wird oft auch die zugehörige Steuersoftware selbst erstellt. Wieder andere konzentrieren sich auf Radioempfänger, Messgeräte, versuchen sich an Fernseher-Reparaturen oder basteln einfach nur unterhaltsame elektronische Spielereien.
Gelegentlich kann das Elektronikbasteln Teil eines anderen Hobbys sein. So zum Beispiel im Modellbau, bei der Hobbymeteorologie, beim Bau von Effektgeräten für Musiker oder im Amateurfunk.
Elektronikbastler, die sich intensiv mit Hard- und Software von Computern und Endgeräten wie Mobiltelefonen oder Spielkonsolen auseinandersetzen und teils beides modifizieren können, tangieren mitunter auch das Gebiet von Hackern.

## Geschichte

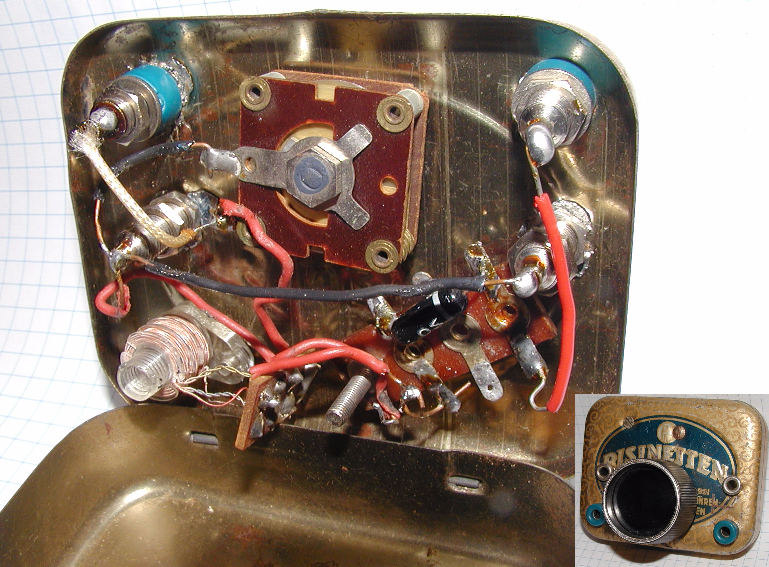
Ein Selbstbau-Detektorempfänger mit Diode als Gleichrichter

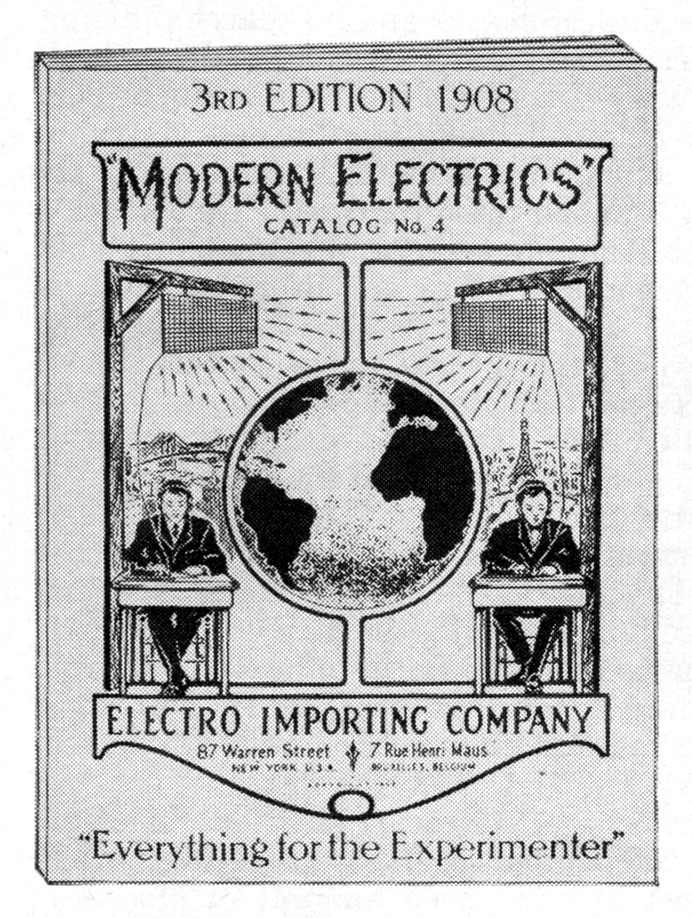
Elektronik-Katalog von 1908 mit der Unterzeile Everything for the Experimenter (deutsch: „Alles für den Elektronikbastler“)

Das Hobby ist aus dem Radiobasteln hervorgegangen: In der Anfangszeit des Rundfunks waren Rundfunkempfänger für Privatleute kaum erschwinglich. Allerdings gestattete die damals ausschließlich verwendete Amplitudenmodulation den Selbstbau von Rundfunkempfängern mit relativ geringen Mitteln, einfachstes Beispiel ist der Detektorempfänger. Ein bekannter Lieferant von Bauelementen war von 1922 bis 1991 die Firma Radio Rim in München. Der bekannteste deutsche Autor der Hobbyelektronik und von Elektronikbastelbüchern ist der Ingenieur Heinz Richter.
Funkamateure bauten nicht nur ihre Empfänger, sondern auch Sender selbst – sie haben auch als einziger Funkdienst das Recht, diese ohne besondere Abnahme oder Prüfung in Betrieb zu nehmen. Funkgeräte sind heute jedoch auch industriell gefertigt und in wesentlich komplexerer Funktionalität erhältlich, so dass nur noch wenige Funkamateure komplette Sendeanlagen bauen. Der Bau von Zubehör und Antennen ist für viele Funkamateure jedoch nach wie vor fester Bestandteil ihres Hobbys. Da es bundesweit Amateurfunkvereine und Amateurfunk-Jugendgruppen gibt, findet man hier schnell Ansprechpartner, wenn man als Einsteiger Fragen zum Elektronikbasteln hat.
Elektronikbasteln bekam, wie auch die kommerzielle Elektronik, einen erheblichen Schub durch die Verbreitung von preiswerten Transistoren. Die benötigten Betriebsspannungen sanken im Gegensatz zu denen der Röhrentechnik auf für Menschen ungefährliche Werte, auch die mechanischen Aufbauten vereinfachten sich. Eine weitere Entwicklung fand mit der Verfügbarkeit von preiswerten Operationsverstärkern und TTL-Logikbausteinen statt.
Mit dem Aufkommen von Selbstbau- und Heimcomputern ab Mitte der 1970er-Jahre – in Europa etwas später − und später mit PCs verlor das Hobby etwas an Attraktivität. Viele Bastler wandten sich verstärkt der Software zu und löteten weniger selbst. Nicht selten war ein selbstgebauter einfacher Computer der Einstieg in die Computertechnik. Insofern haben Elektronikbastler schon sehr früh den heutigen Trend vorweggenommen, Hardware durch Software zu ersetzen. Fertig konfektionierte kostengünstige Komplettangebote für Computer ließen die Zahl derer zurückgehen, die sich ihre Computer aus einzelnen Komponenten selbst zusammenstellten. Messen wie die „Hobbytronic“ in Dortmund oder die „Hobby und Elektronik“ in Stuttgart haben sich zu Veranstaltungen der Informationstechnologie und Unterhaltungselektronik weiterentwickelt.
Allgemein ist Elektronikbasteln einem ständigen Technologiewandel ausgesetzt. Dies kann Elektronikbastler ständig vor neue Herausforderungen stellen. Zwei dieser Herausforderungen zu Beginn des 21. Jahrhunderts sind die fortschreitende Verbreitung von sehr stark miniaturisierten SMD-Bauteilen, die im Wesentlichen für Produktionsautomaten entworfen wurden und handwerklich schwierig zu verarbeiten und zu reparieren sind, und die immer weitere Verbreitung von programmierbaren Logikbausteinen, die Programmierkenntnisse und eine oft in der Anschaffung sehr teure Programmierumgebung voraussetzen.
Auch im Modellbau und in Modelleisenbahnanlagen kommt Hobbyelektronik zur Anwendung. Die Beleuchtung und Steuerung der Modelle kann teilweise mit individuell gefertigter Hobbyelektronik realisiert werden. Zusammen mit elektromechanischen Aktoren wie Modellbauservos, Motoren und Elektromagneten kann die Hobbyelektronik in selbstgebauten mechatronischen Systemen zur Anwendung kommen.
Das Elektronikbasteln hat sich in den letzten Jahren zu einem wichtigen Bestandteil der Maker-Kultur entwickelt, wie man auch an dem hohen Anteil an Elektronik-Projekten in Maker-Zeitschriften wie zum Beispiel Make: oder bei Maker Faires erkennen kann.

## Voraussetzungen

### Fertigkeiten

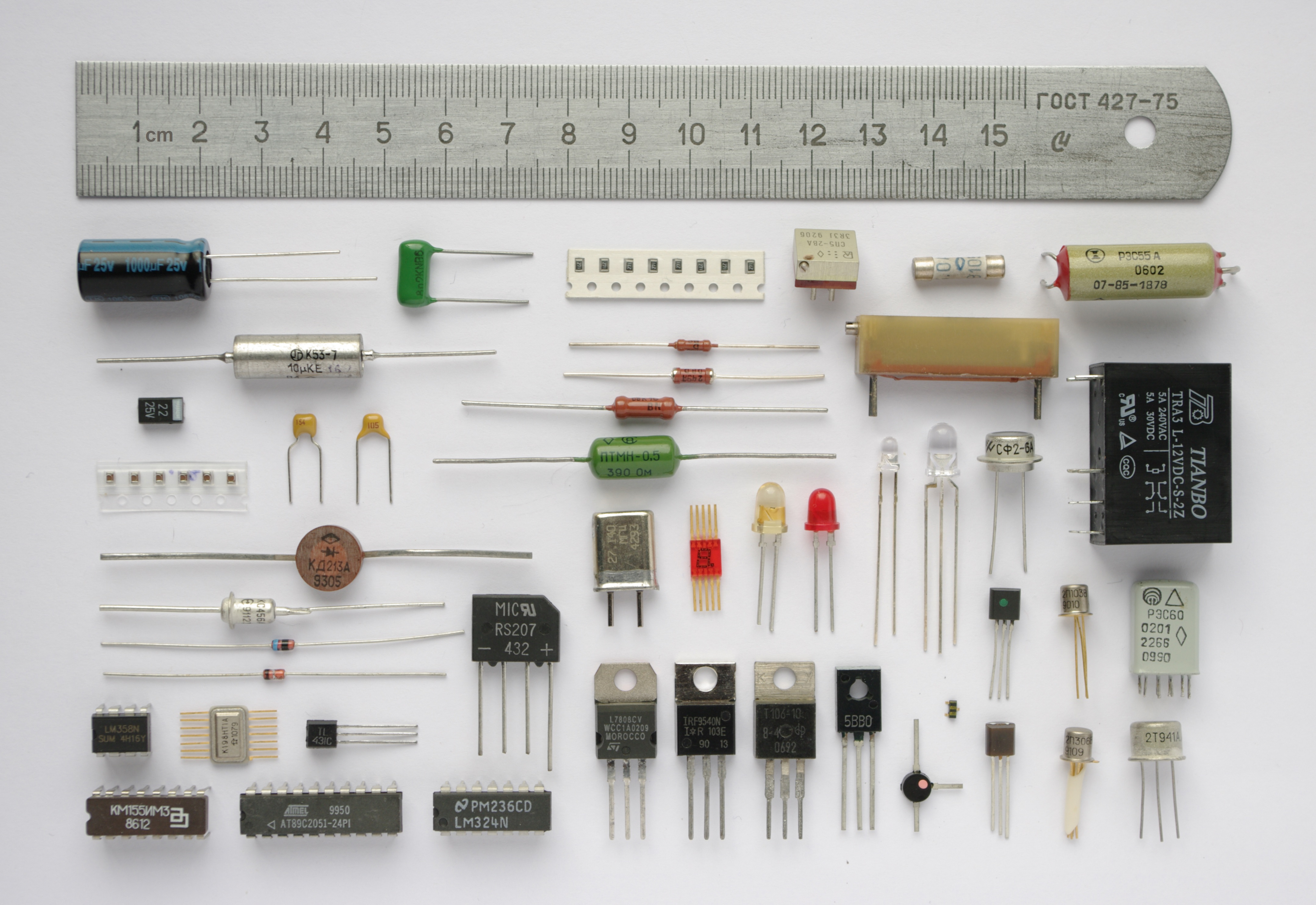
Verschiedene, häufig verwendete elektronische Bauelemente wie zum Beispiel Kondensatoren (oben links), Transistoren (unten Mitte), Dioden, Widerstände und integrierte Schaltkreise (ICs, unten links).

Ein Elektronikbastler sollte die Funktion der verwendeten elektronischen Bauelemente kennen, nicht jedoch unbedingt deren innerer Aufbau oder Arbeitsweise. Weiterhin sollte er elektronische Schaltungen lesen und deren Funktionsweise erkennen können. Grundlegende Mathematik-, Physik- und Elektronik-Kenntnisse sind hierbei hilfreich, aber nicht zwingend erforderlich. Um die Bauteile dauerhaft zusammenzufügen, sind unter anderem handwerkliche Fähigkeiten und Geschick notwendig. Dazu gehört das Löten von Hand sowie die Kenntnis der damit verbundenen Gefahren (Schadstoffe, Brandgefahr). Die Herstellung von Leiterplatten erfordert den Umgang mit teilweise gesundheitsschädlichen Substanzen sowie die erforderlichen Kenntnisse für deren umweltgerechte Entsorgung.

### Ausrüstung
Die Hobbyausrüstung gleicht derjenigen eines Elektroniklabors. Neben Feinmechanik-Werkzeug und einer oder mehrerer Lötstationen (für grobe und feine Lötungen) gehören dazu:

#### Messmittel
Erforderlich sind Geräte zur Strom- und Spannungsmessung (zum Beispiel Multimeter) oder ein Oszilloskop. Multimeter verfügen häufig über erweiterte Messmöglichkeiten (Frequenz, Kapazität oder Temperatur).

#### Stromversorgungen und Signalquellen
Die Stromversorgung sollte bei Arbeiten mit Netzspannung einen Fehlerstromschutzschalter und/oder einen Trenntransformator beinhalten. Für Arbeiten mit Kleinspannung ist ein Labornetzgerät hilfreich, welches über getrennte Einstellmöglichkeiten für Strom und Spannung verfügt. Bei Arbeiten an Audioverstärkern oder ähnlichem ist eine Niederfrequenzquelle hilfreich: Dies kann ein Funktionsgenerator oder ein Tongenerator sein. Zur Verarbeitung ESD-empfindlicher Bauteile (unter anderem MOSFETs, hocheffektive Leuchtdioden, Laserdioden, ICs) ist eine ESD-Ausrüstung (leitfähige Matte, Handgelenkerdungsband, geeignetes Werkzeug) sowie ein geerdeter Lötkolben wünschenswert, um die Zerstörung durch elektrostatische Aufladung zu vermeiden.

### Platinenfertigung
Oft werden elektronische Schaltungen auf Rasterplatten (Laborplatinen) oder in Fädeltechnik realisiert, früher war auch wire-wrap verbreitet.
Die eigene Fertigung von Leiterplatten (Platinen) ist immer seltener anzutreffen, denn sie erfordert ein Ätzmittel, meist Eisen(III)-chlorid oder Natriumpersulfat, und zweckmäßigerweise einen für Kinder unzugänglichen Aufbewahrungsschrank. Zur Herstellung der Maske findet das Tonertransferverfahren oder im einfacheren Fall ein säurefester Stift Verwendung. Bei lithografischer Herstellung wird eine Ultraviolett-Belichtungseinrichtung sowie ein Verfahren zur Filmherstellung (früher Tusche, heute Kopierer oder Laserdrucker) und ein Entwickler benötigt.
Alternativ können Platinen von Hand oder mit Fräsplotter gefräst werden.
Selbst entworfene Platinen werden seit den 2010er Jahren vermehrt bei Leiterplattenherstellern in Auftrag gegeben. Diese fertigen Prototypen und Kleinserien in bester Qualität mit Durchkontaktierungen und als mehrlagige Layouts.

## Verbindungstechniken

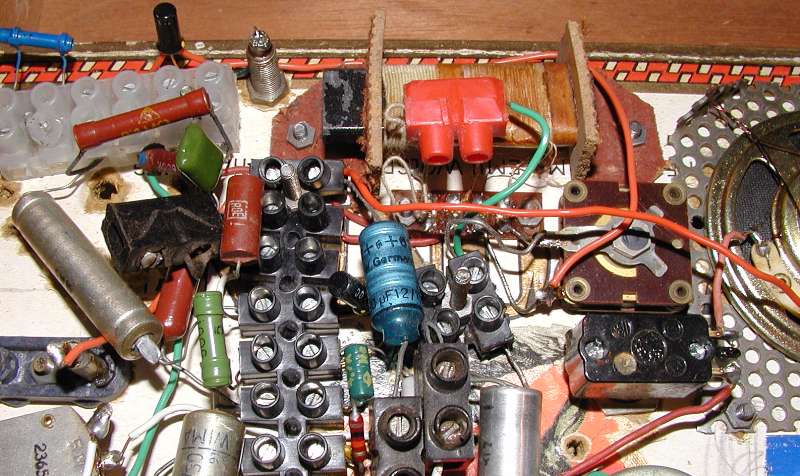
Experimentalaufbau mit Lüsterklemmen und einer Lötleiste (oben Mitte) aus den 1960er-Jahren

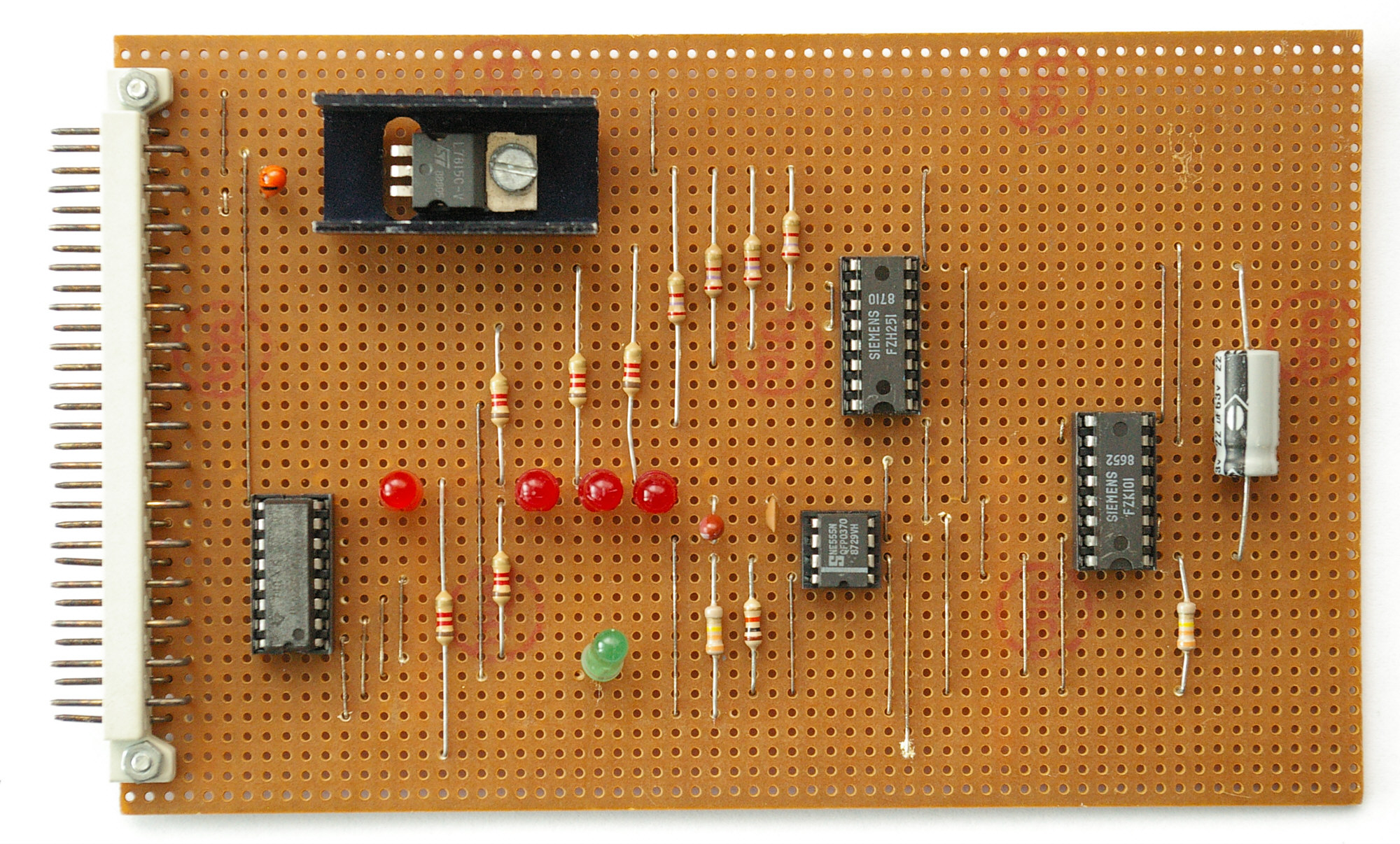
Mit Lochrasterplatten sind saubere Aufbauten möglich

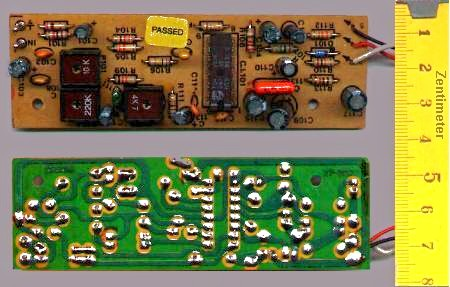
Platine (Bestückungs- und Lötseite), wie sie für Bausätze vertrieben oder selbst geätzt wird

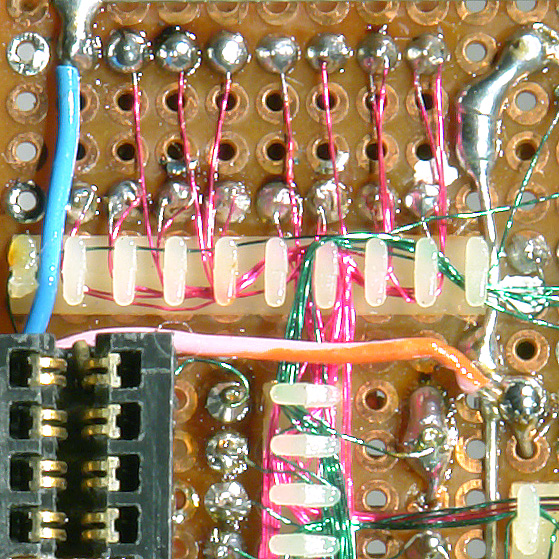
Lochrasterplatine mit Verdrahtung in Fädeltechnik

Wenn es nur um experimentelle Schaltungsaufbauten von kurzer Lebensdauer geht, werden statt des Lötens oft auch diverse Klemm- oder Stecktechniken angewandt. Es gibt verschiedene kommerzielle Varianten von Experimentierkästen mit Steckplatinen (Breadboards) (zum Beispiel von Franckh-Kosmos, Philips oder Braun). Auch für Hobbyisten gibt es fertige sogenannte Steckbretter („Put In“) zur freien Bestückung und Verdrahtung. Für simple Aufbauten mit nur wenigen, dafür großen diskreten Bauelementen kann man sogar auf Lüsterklemmen als Verbindungselemente zurückgreifen (siehe Abbildung). Selbst „fliegende Aufbauten“, bei denen die Bauelemente lediglich mittels Laborleitungen mit Krokodilklemmen verbunden werden, sind denkbar.
Hobbyisten nutzen sowohl solche einfachen Methoden als auch die kommerziell eingesetzten Techniken wie Fädeltechnik, Wickeltechnik (nicht mehr verbreitet), Fräsplotter oder die von Leiterplattenproduzenten angebotene Prototypfertigung.
Beim Löten wurden zunächst freie („fliegende“) Verdrahtungen benutzt, wobei Anschlüsse von Röhrensockeln, diverse andere fest montierte Bauelemente sowie Lötleisten und Lötstützpunkte der mechanischen Fixierung dienten. Diese Technik wurde bis in die 1950er-Jahre angewandt. Sie eignete sich für Eigenkonstruktionen, wurde damals aber auch in der kommerziellen Fertigung vorgefunden. Die Herstellung von Röhrengeräten wurde durch Metallchassis mit entsprechenden Aussparungen für Röhrensockel erleichtert.
Der nächste Schritt war die Platinentechnik, die vor allem für diskrete Transistorschaltungen aufkam, im Weiteren aber auch noch für Röhrengeräte verwendet wurde. Das Layout damaliger Platinen einschließlich seiner Entflechtung war reine Handwerks- und Zeichenkunst. Erst später, mit dem Aufkommen entsprechender Computer und Software zum Erstellen und Entflechten von Platinenlayouts, wurde die Handarbeit professionell abgelöst. Obwohl der Profi auch im 21. Jahrhundert gelegentlich noch Anreibesymbole für einfache Platinen verwendet, werden die Platinenlayouts üblicherweise nur noch mit dem Computer konstruiert. Der Hobbyelektroniker dagegen nutzt auch heute noch die einfachen Mittel zur Platinenherstellung. Die einfachste Methode für Einzelstücke ist das direkte Zeichnen eines Layouts mittels säurefestem Filzstift auf eine kupferkaschierte Platine und anschließendes Ätzen. Etwas aufwendiger ist das Selbstbelichten von fotoempfindlich beschichtetem Basismaterial mittels selbst gezeichneter beziehungsweise am Computer erstellter Vorlagen oder mittels Vorlagen zum Beispiel aus Elektronik-Magazinen. Die notwendige Ausrüstung (Geräte zum Belichten und Ätzen) sind im Elektronikhandel preisgünstig zu erwerben.
Vor allem zu Bausätzen werden meist schon fertige Platinen mitgeliefert. Für Schaltungen mit integrierten Schaltkreisen sind speziell layoutete Experimentierplatinen erhältlich, welche die kleinen Anschlussabstände (pitch) weit auf einzelne Lötaugen verteilen, so dass selbst SMD-ICs für die Hobbyelektronik verwendbar werden. Zum Basteln und zur Prototypfertigung gibt es sogenannte „Lochrasterplatinen“ (siehe Abbildung). Sie haben Bohrungen im Raster von 2,54 (manchmal auch 2,50) oder 5 mm und um jede Bohrung eine kleine Kupfer-Kreisfläche als Lötfläche („Lötpad“). Die Verbindung der Bauelemente untereinander erfolgt entweder frei mit Schaltdraht oder in Fädeltechnik.
Statt der Lochrasterplatinen mit einzelnen Lötpunkten gibt es auch Ausführungen, bei denen die Löcher einer Reihe in Form eines Streifens durchverbunden sind („Streifenleiterplatten“). Für schaltungstechnisch notwendige Trennstellen werden spezielle, schraubendreherartige Werkzeuge zum Auftrennen der Leiterstreifen angeboten. Lochrasterplatinen werden ein- und zweilagig sowie nicht durchkontaktiert und durchkontaktiert angeboten. Sie besitzen häufig das Europakartenformat 100 × 160 mm und werden auch mit stirnseitigem, auf Lötaugen geführtem Europakarten-Steckverbinder-Layout angeboten.

## Bildungs- und Wirtschaftsaspekte
Entsprechend der ausgeführten praktischen Tätigkeiten kann das Hobby die Erlernung handwerklicher Fertigkeiten und auch das Gewinnen von Fachwissen fördern, die beide für eine spätere Berufsausbildung nützlich sein können, zum Beispiel für die Berufsfelder Elektronikfacharbeiter, Softwareerstellung, Metallbau oder Schlosserei. Der Erwerb und die fachübergreifende Anwendung theoretischer Kenntnisse – vom Ohmschen Gesetz und seiner Anwendung über die Entwicklung von Algorithmen und deren Implementierung bis hin zur Projektierung und Logistik größerer Vorhaben – beinhaltet viele Fähigkeiten eines Ingenieur-Berufes.
Arbeitsgemeinschaften an Schulen befassen sich ebenfalls mit elektronischen Projekten. Sie werden von erfahrenen Fachlehrern oder Privatpersonen geführt. Viele berühmte Erfinder, Entwickler in der Industrie oder Leiter großer Unternehmen auf dem Fachgebiet ihres ehemaligen Hobbys waren vorher Elektronikbastler.
Der Entwicklung, Herstellung und Lieferung von elektronischen Komponenten und Baugruppen widmen sich viele Firmen. Meist beliefern sie gleichzeitig Elektronik-Labore oder die Prototyp- beziehungsweise Muster-Fertigungsstätten von Industrie und Forschung sowie allgemeinbildende Schulen, Berufsschulen und Universitäten. Anbieter mit Wikipedia-Artikel Conrad Electronic (3900 Mitarbeiter), ELV Elektronik (1000 Mitarbeiter), Reichelt Elektronik (220 Mitarbeiter).

### Zeitschriften
- elektor
- Elektronik
- ELVjournal
- Funkamateur
- Funkschau
- Make:

#### Eingestellte Publikationen
- elex
- ELO (eingestellt 1989)
- Elrad (eingestellt 1997)
- Populäre Elektronik

### Bücher
- Norbert Adolph (Hrsg.), Jean Pütz: Einführung in die Elektronik. Das Buch nach der gleichnamigen Fernsehserie. Fischer-Taschenbuch-Verlag, Frankfurt am Main 1993, ISBN 3-596-26273-9.
- Klaus Kleemann: Digitale Elektronik für Anfänger. Eine Einführung in die digitale Elektronik durch Theorie und Praxis. 7. Auflage, Franzis, München 1988, 142 Seiten, ISBN 3-7723-1797-9.
- Dieter Nührmann, Elektronik – was ist das? Eine unterhaltsame Einführung für Anfänger in die Geheimnisse der praktischen Elektronik. 2. verbesserte Auflage, Franzis, München 1987, 309 Seiten, ISBN 3-7723-7272-4.
- Heinz Richter: Elektrotechnik für Jungen. Eine Einführung durch Selbstbau und Experimente, die jedem gelingen. 1964.
- Heinz Richter: Elektronik in Selbstbau und Versuch. 1966.
- Heinz Richter: Radiobasteln für Jungen. 1968.
- Heinz Richter: Das große Transistor-Bastelbuch. Anleitungen zum Selbstbau von über 100 einfachen Transistorgeräten. 1971.
- Hellmuth E. Wolf: Elektronik-Basteln für Fortgeschrittene. Aufbauwissen über elektronische Bauelemente und viele Schaltbeispiele für fortgeschrittene Hobbybastler; Verstärker, Warner, Steuerungen, Spiele und anderes mehr. Humboldt-Taschenbuchverlag, München 1987, ISBN 3-581-66560-3.
- Florian Schäffer, Elektronik-Experimente für Kids. Mitp Verlag, Frechen 2016, ISBN 978-3-95845-368-5.
- Adrian Schommers: Elektronik gar nicht schwer. Elektor, ISBN 978-3-921608-32-6.